# Ястребова, Антонина Михайловна
Антонина Михайловна Ястребова (28 сентября 1925 — 10 августа 2005) — агроном совхоза «Стемасский» Алатырского района Чувашской АССР. Герой Социалистического Труда.

## Биография
Родилась 28 сентября 1925 года в станице Васюринская Динского района Краснодарского края в крестьянской семье.
После окончания Краснодарского института виноградарства и плодоовощеводства работала агрономом отделения, техником-полеводом совхоза «Агроном» Краснодарского края. В феврале 1951 года семья Ястребовых переехала в родные места мужа - Алатырский район и Антонина Михайловна поступила работать в совхоз «Стемасский» агромелиоратором.
В 1956 году она возглавила махорочный цех, выполняла работу совхозного агронома -махорковеда.
Под её руководством были разработаны и внедрены специальные севообороты для выращивания махорки, рациональная система обработки почвы и внесения удобрений.
А. М. Ястребова вместе со своим коллективом, состоящим из десяти бригад, выращивала махорку на площади в 220 гектаров. Со всей площади в 1965 году они обеспечили получение урожайности в 29,6 центнера с гектара.
Указом Президиума Верховного Совета СССР от 30 апреля 1966 года за успехи, достигнутые в увеличении производства и заготовок картофеля, овощей, плодов и винограда Ястребова Антонина Михайловна удостоена звания Героя Социалистического Труда с вручением ордена Ленина и золотой медали «Серп и Молот».
После участия в 1967 году на семинаре махорководов в Краснодарском крае агроном А. М. Ястребова внедрила приобретённый опыт, был получен урожай 35 центнеров сырья с гектара, а в 1969 году запустили экспериментальную махоркоуборочную машину.
С 1977 года работала агрохимиком, затем главный агроном совхоза «Стемасский».
Позже возглавила бригаду совхозных овощеводов, которая завоёвывала призовые места во Всероссийских социалистических соревнованиях в 1980 и 1985 годах.
Заслуженный агроном Чувашской АССР (1965).
Проживала в посёлке Восход Алатырского района, скончалась 10 августа 2005 года.

## Награды
- Золотая медаль «Серп и Молот» (30.4.1966)[1];
- Орден Ленина (30.4.1966)
- Орден Ленина (11.12.1973)
- Медаль «За трудовую доблесть»
- Медаль «В ознаменование 100-летия со дня рождения Владимира Ильича Ленина» (6 апреля 1970)
- и другими

## Память
- В Краснодаре установлена мемориальная доска с именами Героев Социалистического Труда Кубани и Адыгеи